# 曉薈

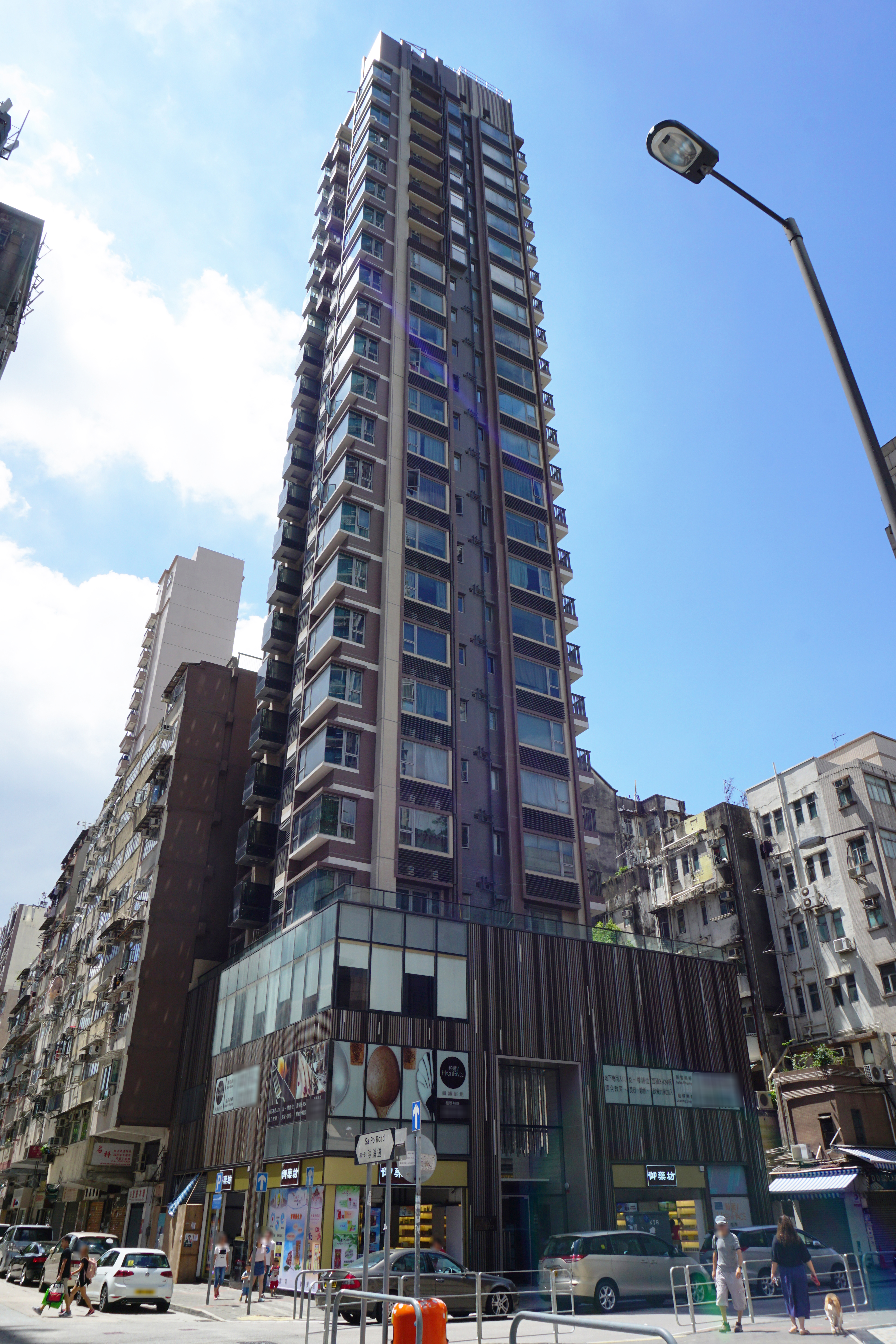
曉薈

曉薈（英語：High Place），位於香港九龍西九龍城賈炳達道33號，是恒基兆業地產發展的單幢住宅項目。單位面積由181呎至656呎，提供開放式、1房及2房連士多房等間隔，共76伙，物業於2014年11月入伙。

## 毗鄰

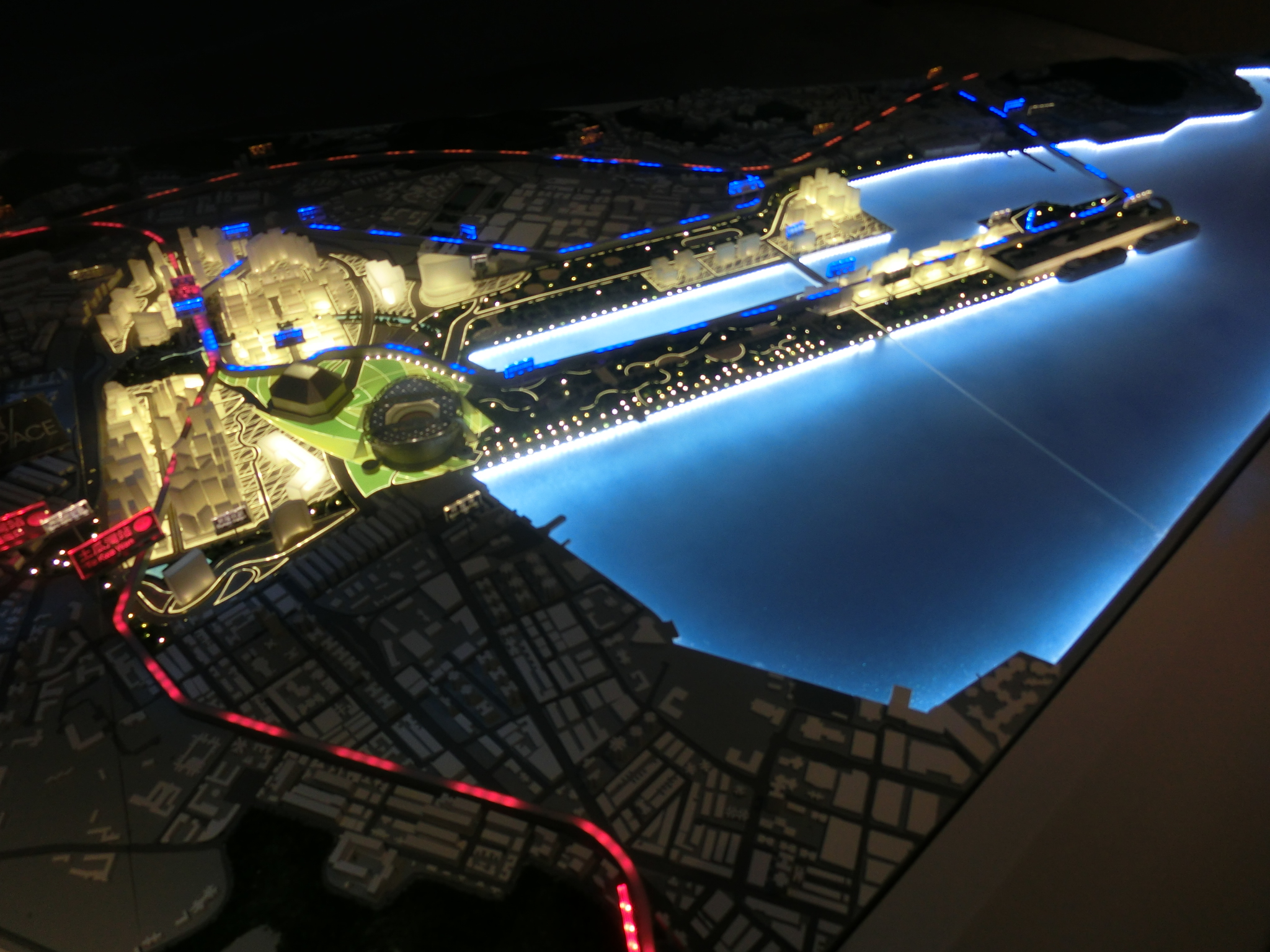
曉薈鄰近啟德發展區

- 御·豪門
- 富豪東方酒店
- 石鼓壟道遊樂場
- 賈炳達道公園
- 九龍寨城公園
- 啟德發展區